# Saint-François (rzeka)
Saint-François (fr. Rivière Saint-François) – rzeka we wschodniej Kanadzie, prawy dopływ Rzeki Świętego Wawrzyńca. Rzeka na całej swojej długości znajduje się w kanadyjskiej prowincji Quebec, jednak ok. 14% powierzchni jej dorzecza znajduje się w amerykańskim stanie Vermont.
Saint-François wypływa z jeziora Grand lac Saint-François i płynie na południowy zachód, następnie w okolicach miasta Sherbrooke skręca i płynie dalej na północny zachód. W samym Sherbrooke wpadają do niej rzeki Massawippi i Magog. Ostatecznie Saint-François wpływa do Rzeki Świętego Wawrzyńca, a dokładniej do jeziora Lac Saint-Pierre.
Główne dopływy rzeki to:
- Massawippi,
- Magog.